# Magnapinna atlantica
Magnapinna atlantica, precedentemente noto come "Magnapinna sp. A", è una specie di calamaro Magnapinna noto da due soli esemplari raccolti nell'Oceano Atlantico settentrionale. 

## Anatomia
È caratterizzato da diverse caratteristiche morfologiche uniche, la base dei tentacoli sono è più stretta della base delle braccia adiacenti, il tentacolo prossimale è privo di ventose ma possiede strutture ghiandolari e il pigmento dell'animale è contenuto principalmente in appositi cromatofori.

## Storia
M. atlantica è stato descritto nel 2006 da Michael Vecchione e Richard E. Young. L'olotipo, depositato nel Museo Nazionale di Storia Naturale, è di una femmina immatura la cui lunghezza del mantello è di 59 mm, catturata nel Golfo del Messico il 16 settembre 1995, questo esemplare è relativamente intatto ed è danneggiato solo sulla punta delle braccia e dei tentacoli. Il paratipo, conservato al Museo di Storia Naturale, è un maschio immaturo lungo 53 mm, catturato nella dorsale medio-atlantica vicino alle Azzorre, il 21 giugno 1997.